# Leo Dan
Leopoldo Dante Tévez (Villa Atamisqui, 22 de março de 1942 – Miami, 1 de janeiro de 2025), conhecido artisticamente como Leo Dan, foi um cantor, compositor e ator argentino. Durante sua carreira gravou mais de 70 álbuns em Argentina, Peru, Chile, Colômbia, Espanha e México. Sua afeição pela música mexicana levou-o a gravar com mariachi, o que contribuiu a sua fama internacional.